# Xanthia clara
Xanthia clara är en fjärilsart som beskrevs av Edward Alfred Cockayne 1951. Xanthia clara ingår i släktet Xanthia och familjen nattflyn. Inga underarter finns listade i Catalogue of Life.